# АЭС Ойстер-Крик
АЭС Ойстер-Крик (англ. Oyster Creek Nuclear Generating Station) — остановленная атомная электростанция на востоке США.
Станция расположена на берегу залива Барнегат в округе Ошен штата Нью-Джерси, в 70 км на юг от Филадельфии.

## Информация об энергоблоках
| Энергоблок  | Тип реакторов       | Мощность | Мощность | Начало строительства | Физпуск    | Подключение к сети | Ввод в эксплуатацию | Закрытие   |
| Энергоблок  | Тип реакторов       | Чистый   | Брутто   | Начало строительства | Физпуск    | Подключение к сети | Ввод в эксплуатацию | Закрытие   |
| ----------- | ------------------- | -------- | -------- | -------------------- | ---------- | ------------------ | ------------------- | ---------- |
| Ойстер-Крик | BWR, BWR-2 (Mark 1) | 619 МВт  | 652 МВт  | 15.12.1964           | 03.05.1969 | 23.09.1969         | 01.12.1969          | 17.09.2018 |